# Emilio de Villota
Emilio de Villota, (n. 26 iulie 1946) este un fost pilot spaniol de Formula 1.